# Face to Face (album av The Kinks)
Face to Face, är ett musikalbum av gruppen The Kinks, utgivet i oktober 1966. Skivan utgavs på Pye Records i Europa och Reprise Records i USA. Största hiten från albumet blev "Sunny Afternoon". Låten "A House in the Country" hade tidigare spelats in som singel av The Pretty Things, och Herman's Hermits fick stor framgång i USA med sin cover av låten "Dandy".
Albumet som var gruppens fjärde studioalbum var det första riktigt genomarbetade album gruppen spelade in, och det tog längre tid att slutföra än deras tidigare skivor. Skivan innehåller mindre rockbetonad musik än vad gruppen framfört tidigare, och mer music hall-inspirerad popmusik. Även om skivan var en relativt stor skivframgång var den inte lika framgångsrik som gruppens tidigare album, men blev fortfarande en mycket större kommersiell framgång än de album gruppen släppte under resten av 1960-talet.
Gruppens basist Pete Quaife var skadad efter en bilolycka och på flera spår medverkar istället anonyma studiomusiker, samt basisten John Dalton som senare blev permanent medlem i gruppen.

## Låtlista
(kompositör inom parentes)
1. "Party Line" (D. Davies/R. Davies)  2:35
2. "Rosie Won't You Please Come Home" (Davies)  2:34
3. "Dandy" (Davies)  2:12
4. "Too Much on My Mind" (Davies)  2:28
5. "Session Man" (Davies)  2:14
6. "Rainy Day in June" (Davies)  3:10
7. "A House in the Country" (Davies)  3:03
8. "Holiday in Waikiki" (Davies)  2:52
9. "Most Exclusive Residence for Sale" (Davies)  2:48
10. "Fancy" (Davies)  2:30
11. "Little Miss Queen of Darkness" (Davies)  3:16
12. "You're Lookin' Fine" (Davies)  2:46
13. "Sunny Afternoon" (Davies)  3:36
14. "I'll Remember" (Davies)  2:27

## Listplaceringar
- Billboard 200, USA: #135[1]
- UK Albums Chart, Storbritannien: #12[2]
- Tyskland: #2[3]
- VG-lista, Norge: #9[4]